# 南太平洋垃圾帶

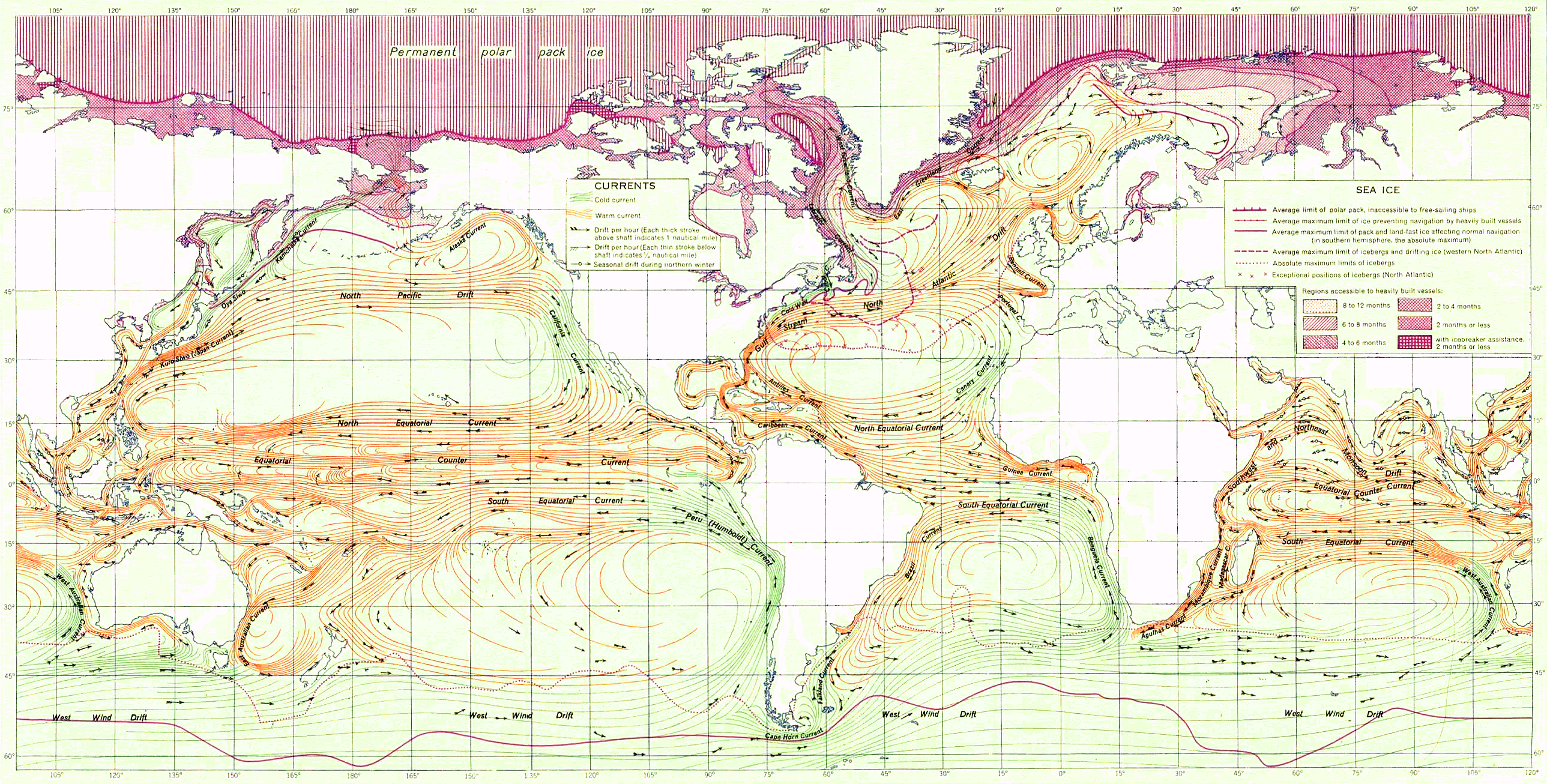
根據一份約在1943年出版的世界洋流圖，位於南太平洋環流東緣，即南美洲的西岸，洋流並不明顯。

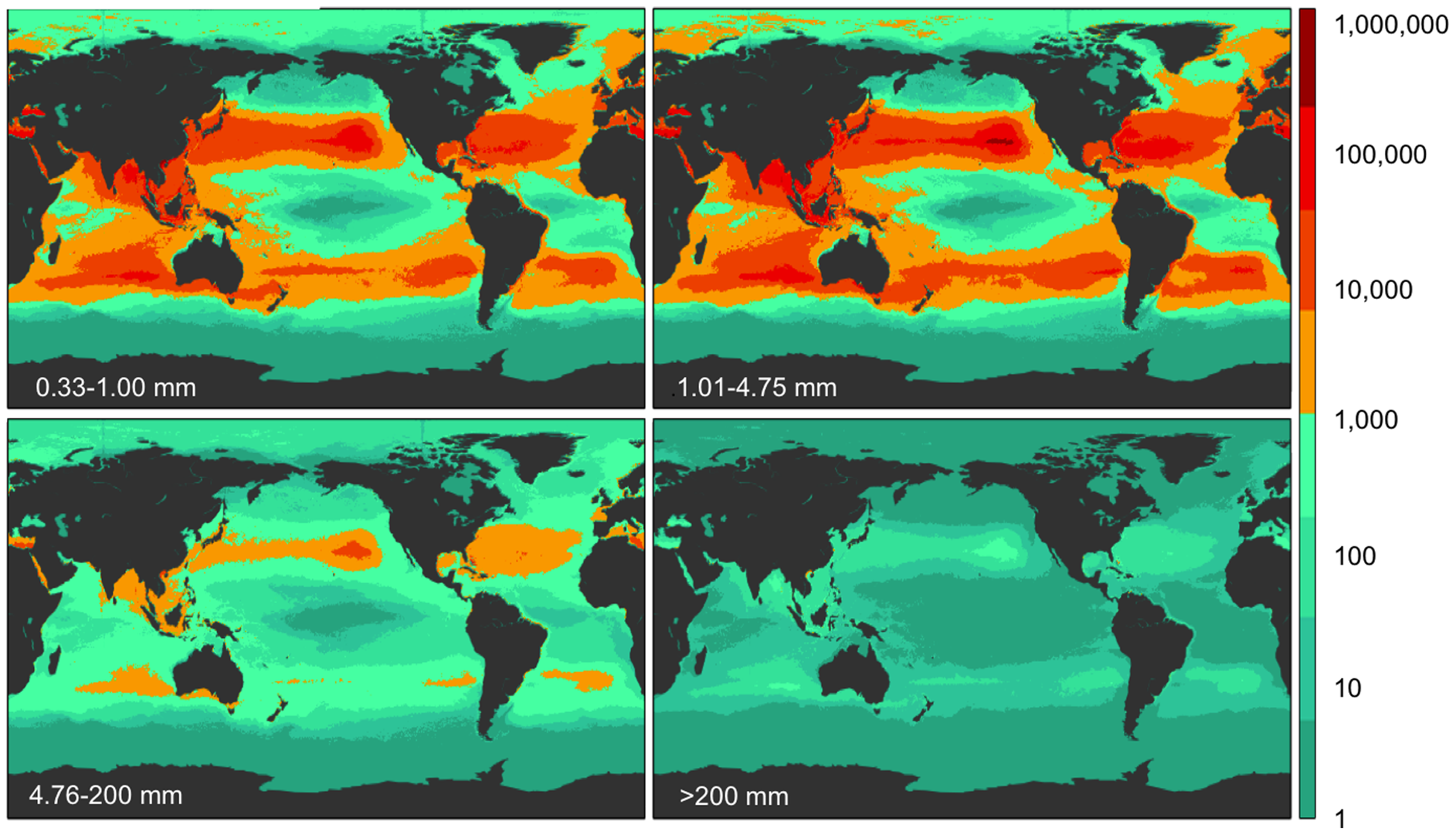
相片顯示不同尺寸的塑膠碎片在幾個海洋垃圾帶的分佈模式。

南太平洋垃圾帶（英語：South Pacific garbage patch）指的是南太平洋遠洋帶中有密度升高的海洋垃圾和塑料顆粒的所在。此區域位於南太平洋環流內，西起澳大利亞以東水域，往東橫跨到南美洲大陸，向北遠達赤道，向南延伸至南極繞極流。 由於海洋中塑料的降解，也造成海中有毒物質水準上升。此垃圾帶於2017年年中被確認，與2007年太平洋垃圾帶的情況相比，較年輕10歲。南太平洋垃圾帶中因大多數的塑料顆粒比一粒米還小，而無法使用衛星或其他視覺方式檢測到。

## 發現
在2011年初即有證據顯示南太平洋環流中有垃圾帶存在，而後在2017年年中得到確認。最初是由非營利組織五大環流研究所進行的研究，發現此地區有海洋廢棄物存在。這次航行從2011年3月開始，持續到4月，沿著一條由夏威夷大學的資深研究員Nikolai Maximenko開發的洋流模型路線，此電腦模型使用1,600多個衛星跟踪的浮標軌跡的數據來繪製海面洋流，可用來預測漂浮物堆積區。研究隊伍先到智利魯賓遜克魯索島的海岸採集樣本，然後往西前進，每隔50海裡採集一次新樣本，經過復活節島附近的水域，最終抵達皮特肯島。
第二次海上樣採樣航行於2016年11月2日從加利福尼亞州長堤出發，歷時6個月，由美國海洋學家及船長查爾斯·摩爾和阿嘉里塔海洋基金會（Algalita Marine Research and Education）的一組研究人員領導。研究船先沿著下加利福尼亞半島向南航行，然後前往加拉巴哥群島，繼續向西南航行至復活節島。離開復活節島後，再向東前往胡安·費南德茲群島，之後繼續沿智利海岸往北航行，在智利安托法加斯塔和阿里卡兩地停留，再出海返回長堤。

## 成分、密度和面積
五大環流研究所在探勘期間，經歷2,424次採樣活動，採得48個樣本。研究人員發現塑料污染密度平均值為每平方公里有26,898個顆粒，但在預測聚集區的中心附近會升高到每平方公里有396,342個顆粒，有些地方的顆粒數量會達到每平方公里100萬個。
垃圾帶的成分主要包括柔珠、某些個人衛生用品中常見的磨砂粒（小於5微米）、洗衣時由衣服脫落的微細纖維、南半球漁民的廢棄漁具以及在海水中由較大廢棄物分解而成的微小碎片。
查爾斯·摩爾對2016年海上探勘的發現表示，南太平洋垃圾帶中的廢棄物有較多纏繞的斷裂漁線以及漁具廢棄物，與北部的太平洋垃圾帶有所不同，可能與前者當地有較多的漁業活動有關。
具有升高污染物的區域面積估計為260萬平方公里（100萬平方英里），大約是美國德克薩斯州面積的1.5倍，在一條近2,500海里的直線中均有垃圾碎片存在。

## 進一步閱讀
- Dunning, Brian. . Skeptoid. 2008-12-16.